# Интеллектуальная система
Интеллектуа́льная систе́ма (ИС, англ. intelligent system) — это техническая или программная система, способная решать задачи, традиционно считающиеся творческими, принадлежащие конкретной предметной области, знания о которой хранятся в памяти такой системы. 
Структура интеллектуальной системы включает три основных блока — базу знаний, механизм вывода решений и интеллектуальный интерфейс. Интеллектуальные системы изучаются группой наук, объединяемых под названием «искусственный интеллект». В технологиях принятия решений интеллектуальная система — это информационно-вычислительная система с интеллектуальной поддержкой, решающая задачи без участия человека — лица, принимающего решение (ЛПР), в отличие от интеллектуализированной системы, в которой оператор присутствует.

## Виды интеллектуальных систем
- Интеллектуальная информационная система
- Экспертная система
- Расчётно-логические системы
- Гибридная интеллектуальная система
- Рефлекторная интеллектуальная система

К расчётно-логическим системам относят системы, способные решать управленческие и проектные задачи по декларативным описаниям условий. При этом пользователь имеет возможность контролировать в режиме диалога все стадии вычислительного процесса. Данные системы способны автоматически строить математическую модель задачи и автоматически синтезировать вычислительные алгоритмы по формулировке задачи intelligent systems in production processes. Эти свойства реализуются благодаря наличию базы знаний в виде функциональной семантической сети и компонентов дедуктивного вывода и планирования. Использование интеллектуальных систем при распознавании текста на изображении.
Естественная интеллектуальная система. То, что мозг человека является общепризнанной интеллектуальной системой не вызывает сомнений. Рассматриваются различные аспекты интеллектуальной системы мозга: как распределенной интеллектуальной системы обработки
, приложения когнитивных динамических систем, которые представляют собой тип интеллектуальной системы, вдохновленной мозгом , осознавая что «у нас никогда не будет настоящего ИИ без предварительного понимания мозга» и пр.